# Wobegongovití
Wobegongovití (Orectolobidae) je čeleď žraloků z řádu malotlamců. Jedná se o menší až středně velké žraloky obývající dna mělkých teplých vod od mírného po tropický pás v Indickém a západní části Tichého oceánu.

## Popis
Velikost dospělců se podle druhu pohybuje v rozpětí 0,6–3,2 m, maximální délky dosahuje wobegong skvrnitý (Orectolobus maculatus). Většina druhů má tělo poseto různě zbarvenými vzory rozmanitých tvarů. Hlava a tělo bývají silně dorzoventrálně zploštělé. Tlama je umístěna takřka u konce hlavy a dalece před očima. Zuby mají tvar ostrých špičáků, jsou uspořádané ve dvou řadách. Spirakulum je velké. U nozder se nachází poměrně výrazné vousky. Kolem úst a po stranách hlavy jsou nápadné kožní záhyby (lalůčky). Ocasní ploutev nemá spodní lalok, na konci horního laloku se nachází ocasní zářez. Ocas je o hodně kratší než tělo (srvn. např. se žralůčky, jejichž ocas je delší než tělo). Obě hřbetní ploutve nemají trny a jsou zhruba stejně velké. Řitní ploutev začíná až za druhou hřbetní ploutví.

## Výskyt
Wobegongovití se řadí mezi bentické druhy, tzn. zdržují se u oceánského dna. Obývají hloubky do 110 m. Jejich stanoviště tvoří skalnatá i písčitá dna a často se vyskytují i na korálových útesech, kde dobře splývají s okolním prostředím díky svému tělnímu zbarvení a kožním lalůčkům. Areál výskytu zahrnuje tropické, subtropické a teplejší vody mírného pásu od Japonska přes Novou Guineu po jižní Austrálii.

## Interakce s lidmi
Wobegongovití se obecně nepovažují za nebezpečné pro člověka, ale v minulosti útočili na plavce, šnorchlaře a potápěče, pokud se k nim bezprostředně přiblížili. Je zdokumentováno více než 50 nevyprovokovaných útoků v Austrálii a 31 v jiných oblastech světa, z nichž žádný nebyl smrtící. Wobegongovití jsou vysoce flexibilní a dokážou tak snadno kousnout do ruky držící jejich ocas. Mají mnoho malých, ostrých zubů a jejich kousnutí může projít neoprenem; po skusu se často drží a může být obtížné se z jejich sevření vymanit. 

## Biologie
Jedná se o mocné bentické predátory, do jejichž jídelníčku patří ryby, krabi, krevety, humři a chobotnice. V lovu jim dobře slouží zbarvení jejich těl, které jim umožňuje splynout s okolním prostředím. Jsou vejcorodí, embrya získávají živiny ze žloutkového váčku. Samice klade 20 a více mláďat. Podobně jako žralůčkovití, i wobegongovití umějí používají své ploutve při plazení po dně. Mohou dokonce vylézt na břeh a podnikat krátké přesuny mezi přírodními bazénky.

## Systematika
K wobegongovitým se řadí vedle několika fosilních rodů 12 recentních druhů ve 3 rodech:
- rod Eucrossorhinus Regan, 1908
  - Eucrossorhinus dasypogon (Bleeker, 1867) (wobegong indonéský)
  - †Eucrossorhinus microcuspidatus Case 1978
- rod Orectolobus Bonaparte, 1834
  - Orectolobus floridus Last & Chidlow, 2008
  - Orectolobus halei Whitley, 1940[6]
  - Orectolobus hutchinsi Last, Chidlow & Compagno, 2006[7]
  - Orectolobus japonicus Regan, 1906 (wobegong japonský)
  - Orectolobus leptolineatus Last, Pogonoski & W. T. White, 2010
  - Orectolobus maculatus (Bonnaterre, 1788) (wobegong skvrnitý)
  - Orectolobus ornatus (De Vis, 1883) (wobegong queenslandský)
  - Orectolobus parvimaculatus Last & Chidlow, 2008
  - Orectolobus reticulatus Last, Pogonoski & W. T. White, 2008
  - Orectolobus wardi Whitley, 1939 (wobegong Wardův)
- rod Sutorectus Whitley, 1939
  - Sutorectus tentaculatus (W. K. H. Peters, 1864) (wobegong australský)